# Erste Internationale Jagd-Ausstellung Wien 1910

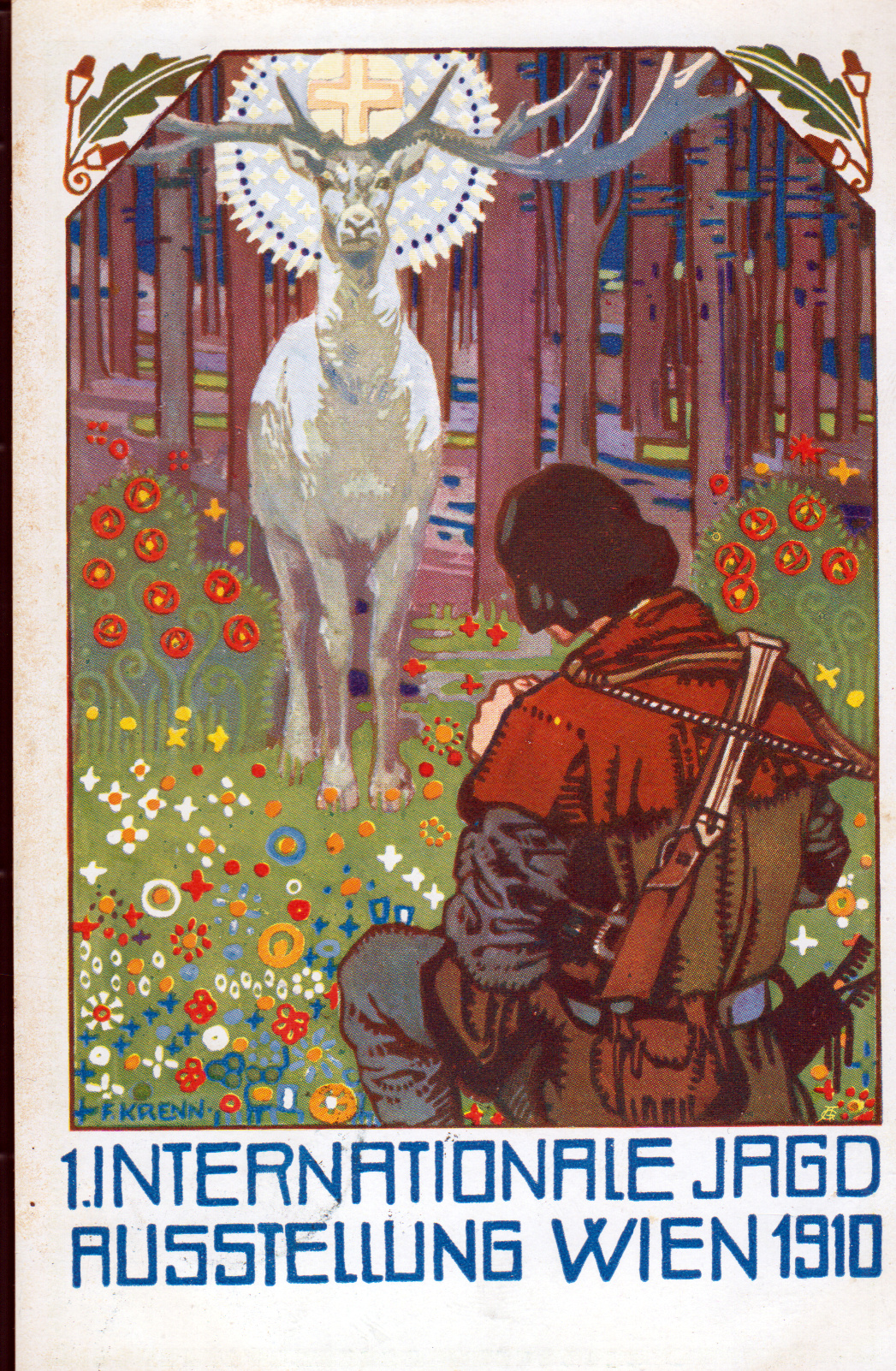
Postkarte zur Ausstellung

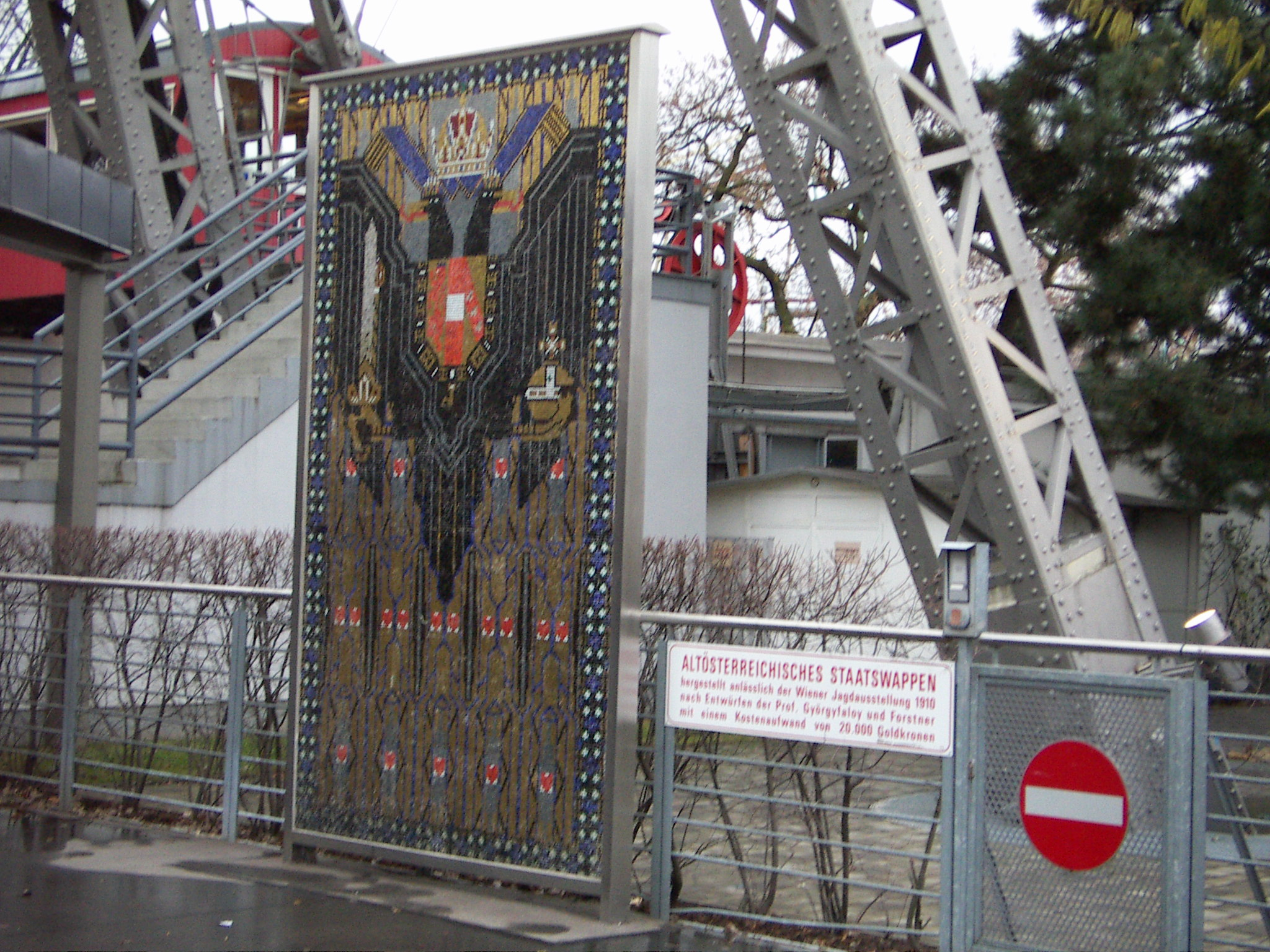
Altösterreichisches Staatswappen beim Wiener Riesenrad

Die Erste Internationale Jagd-Ausstellung Wien 1910 war eine Jagdausstellung, die vom 7. Mai bis zum 16. Oktober 1910 auf dem Weltausstellungsgelände in der Rotunde im Wiener Prater stattfand. Die historische Sonderausstellung wurde zur Feier der Vollendung des 80. Lebensjahres des „Allerhöchsten Jagdherren und Obersten Schirmherrn des Weidwerkes Kaiser Franz Joseph I.“  realisiert. 

## Vorbereitungen
Die Idee zu der Jagdausstellung entstand am 25. Juli 1898 während einer Feier zum 50. Regierungsjubiläum des Kaisers in Schönbrunn, an der 4000 Jäger teilnahmen. Ziel der geplanten Veranstaltung sollte es laut dem später erschienenen Gedenkbuch sein, „die Bedeutung der Jagd vom volkswirtschaftlichen Standpunkt aus darzutun, Verständnis und Sympathie für ihren kulturellen Wert in die großen Massen zu tragen“. 
1905 wurde ein Komitee unter Obmann Prinz Heinrich von und zu Liechtenstein gegründet, das die Ausstellung konzipierte und durchführte. Es bestand aus Angehörigen des österreichischen Hochadels, Politikern und Journalisten. Konkrete Vorarbeiten begannen 1907. Der ursprünglich geplante Termin zum 60. Regierungsjubiläum 1908 wurde verworfen, da gleichzeitig eine Messe im Wiener Prater vorgesehen war. 1909 übernahm der Kaiser das Protektorat der Ausstellung. Im Sommer des gleichen Jahres begann der Bau des Ausstellungsgebäudes, der Gartenanlage und Straßenzüge. Im Spätherbst 1909 folgte die Inneneinrichtung der Gebäude. Im April 1910 waren die Vorbereitungen abgeschlossen. Wegen schlechtem Wetter wurde die Eröffnung vom 2. auf den 7. Mai verschoben. In der Nacht zuvor starb jedoch Eduard VII., so dass die vorgesehene offizielle Eröffnungsfeier ausfiel.

## Aufbau und Inhalt
Zentrum der Ausstellung war die Rotunde, zu der von Westen her eine Allee führte, an der sich die Länderpavillons aufreihten. Es nahmen unter anderem Belgien, Deutschland, England, Frankreich, Italien, Kanada, Norwegen, Persien, Rumänien, Russland, Schweden und Ungarn teil. Die Pavillons hatten die Form eines für das Land jeweils typischen Jagdschlosses. 
Österreichs Beitrag, als Herzstück der Ausstellung mittig an der Allee auf einem künstlichen Hügel gelegen, war eine originalgetreue Nachbildung des Jagdschlosses Mürzsteg, in dem sich Kaiser Franz Joseph häufig aufhielt. Er stellte Jagdtrophäen und originale Einrichtungsgegenstände aus dem Schloss für die Ausstattung des Pavillons als Leihgabe bereit.
Im so genannten Österreichischen Reichshaus der Ausstellung hingen Bilder, die die einzelnen Königreiche und Länder vorstellten. Die jagdlichen Besonderheiten auf der Welt und insbesondere in den verschiedenen Ländern Cisleithaniens wurden sowohl aus historischer Sicht durch prähistorische Fundstücke, kostbare Waffen, kunstgewerbliche Gegenstände und Bilder dokumentiert, als auch in ihrer damaligen Situation durch Dioramen, Trophäen, typische Wildarten und nachgestellte Interieurs gezeigt.
In der Rotunde wurden Ausstellungsstücke aus den Bereichen Jagd und deren Betriebe, Industrie und Gewerbe, Kunst und Kunstgewerbe sowie Land- und Forstwirtschaft gezeigt.
Die Kunstausstellung bestand aus mehreren Sälen, die von dem Architekten Franz von Krauß entworfenen wurden. In der ersten, im Renaissance-Stil gehaltenen Halle befanden sich eine monumentale Büste des Kaisers von Carl Wollek und Gemälde (vor allem Tierstücke) verstorbener Meister wie Johann George von Hamilton, Frans Snyders und Peter Paul Rubens. In den folgenden Sälen wurden vorwiegend Werke zeitgenössischer Künstler ausgestellt. Unter anderem Egon Schiele nahm mit seinem Aquarell „Dekoratives Panneau“ an der Ausstellung teil. Sein Beitrag war als Nr. 104 in Saal VI, dem Saal der Klimt-Gruppe, zu sehen. Im Saal
XV zeigten Mitglieder der Wiener Secession (u. a. Maximilian Liebenwein, Rudolf Jettmar) Werke zum Thema Jagd.

## Besucher
Rund 2,7 Millionen zahlende Besucher besuchten die Ausstellung. Der Reingewinn nach Abzug der Subventionen betrug 684.871 Kronen, die einer Stiftung zum Bau eines Jugendheimes für Kinder von armen Berufsjägern zugeeignet wurden.
Kaiser Franz Joseph besuchte die Ausstellung am 10. Mai 1910. Weitere prominente Besucher waren unter anderem Gustav V., Nikolaus II., Friedrich August III., Wilhelm II. und Theodore Roosevelt.

## Nach der Ausstellung
Die Ausstellungsgebäude wurden nach Ende der Ausstellung abgetragen. Erhalten blieb das Altösterreichische Staatswappen, das anlässlich der Jagdausstellung nach Entwürfen der Professoren Györgyfaloy und Leopold Forstner mit einem Kostenaufwand von 20.000 Goldkronen hergestellt worden war. Es befindet sich heute neben dem Riesenrad.
Eine Sammlung während der Ausstellung verliehener Medaillen und Gedenkplaketten befindet sich im Jagdmuseum des Joanneum (Schloss Stainz).